# 赫努塔奈布
赫努塔奈布是古埃及第十八王朝的公主，是法老阿蒙霍特普三世和泰伊王后的女儿。

## 家庭情况
赫努塔奈布是古埃及第18王朝法老阿蒙霍特普三世和他的妻子泰伊王后的女儿。她是法老阿肯那顿的妹妹。她还有一个兄弟和几个姐妹。
赫努塔内布的名字意为“大地的女领主”，这个名字也常常被用作女王的头衔。她是阿蒙霍特普三世的第三个女儿，她有两个姐姐，分别是西塔阿蒙和伊赛特。

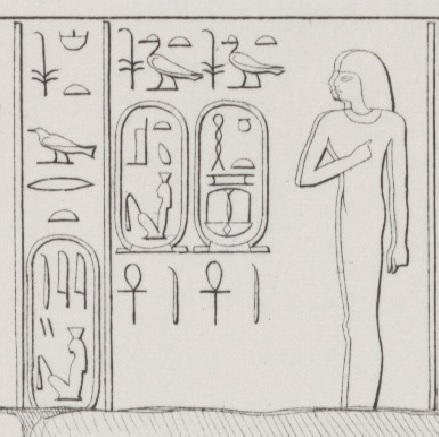
赫努塔内布和她的姐姐伊赛特

## 人物传记

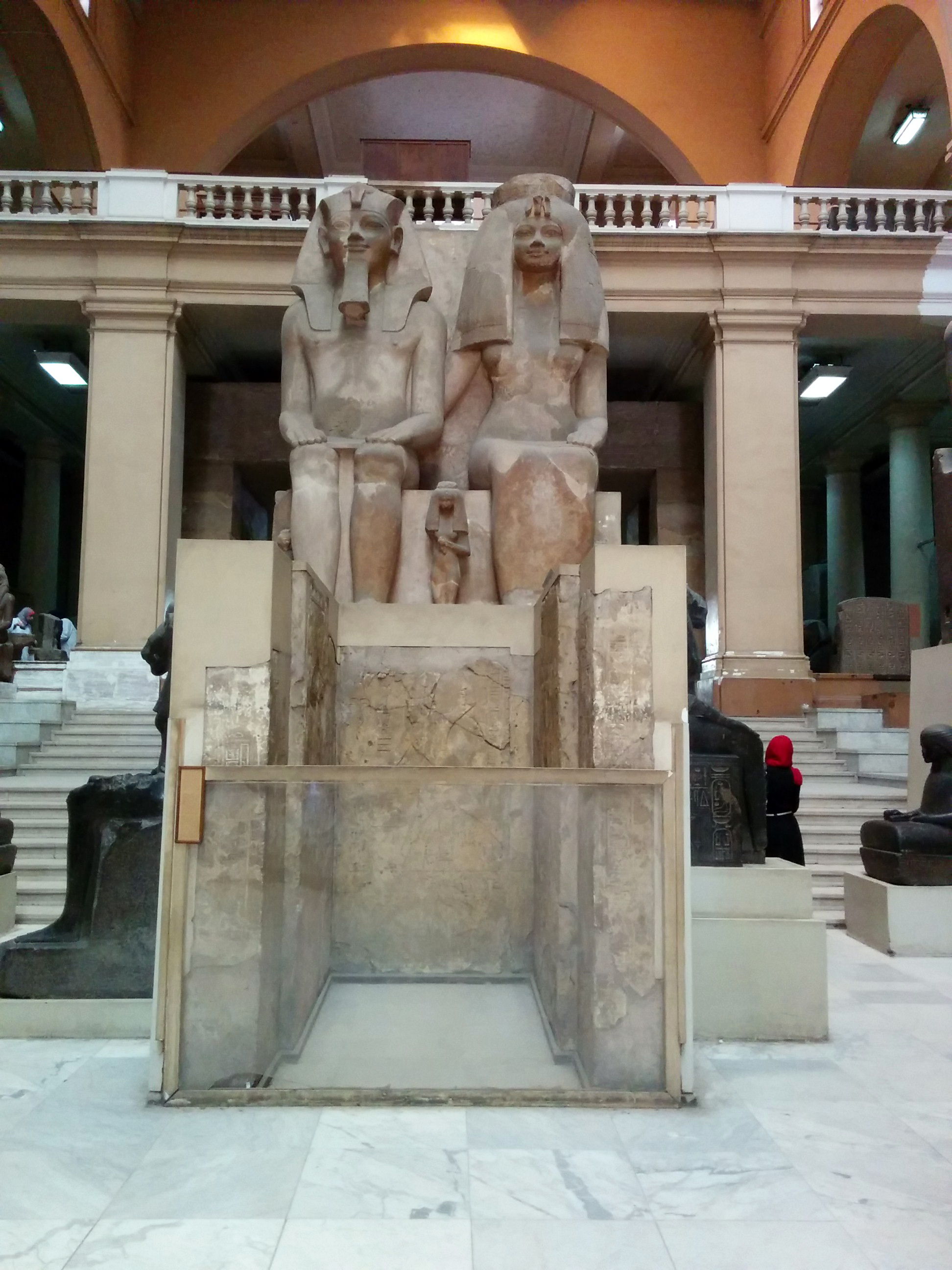
阿蒙霍特普三世和泰伊王后的巨像，站在他们两腿中间的便是赫努塔奈布公主。

赫努塔奈布的形象出现在阿蒙霍特普三世和泰伊王后的巨像上，该巨像现在收藏在开罗的埃及博物馆中。 这座巨像高达7米(23英尺)，巨像上除了阿蒙霍特普三世夫妇，还雕刻出他三位女儿的形象，在最中间的是最大且保存最完好的赫努塔奈布公主，在阿蒙霍特普三世左腿边的是奈贝塔公主，而在泰伊王后右腿边的是另外一位公主，但她的损毁最为严重，名字也被完全抹去了。 赫努塔奈布公主的名字还出现在索勒布的神庙和一块红玛瑙牌匾上(她的妹妹伊赛特的名字同样也在这块牌匾上)。除此之外，在三块彩陶碎片上也出现过她的名字。 
目前尚不清楚赫努塔奈布是否像她的姐姐西塔阿蒙和伊赛特一样被提升为王后。没有任何文献提到过她是某位法老的妻子，但在之前提到的那块红玛瑙牌匾上，她的名字出现在一个王名圈中，在古埃及，这是只有法老和他们的王后才拥有的特权。而在她父亲去世后，她便再也没有被提及了。